# Mausolée Landry
Pour les articles homonymes, voir Landry.
Le mausolée Landry (en anglais : Landry Tomb) est un tombeau situé dans le cimetière de l'église catholique de l'Ascension de Notre-Seigneur à Donaldsonville, en Louisiane (États-Unis). Le monument en granit à deux étages, contenant 24 emplacements, a été construit en 1845 et sa conception est attribuée à James H. Dakin, un architecte dont le travail comprend l'Old Louisiana State Capitol (en).
Les membres de la famille Landry qui sont inhumés ici comprennent le représentant américain Joseph Aristide Landry (en).
Le mausolée a été inscrit au registre national des lieux historiques le 11 août 1982.

## Localisation
Le mausolée Landry est situé dans le cimetière de l'église de l'Ascension à Donaldsonville. Il est orienté vers le nord.

## Architecture
Le mausolée  Landry comporte deux étages en granit. Le premier étage est de forme carrée avec quatre piliers aux coins placés en diagonale. Les quatre piliers sont surmontés d'une urne. Elle a aussi deux pilastres doriques sur chaque côté. La porte en bronze est orientée du côté nord. Quant au second étage, il s'agit d'une structure carrée avec quatre pilastres sur chaque côté. Le style architectural est clairement néo-classique, bien que l’élargissement de la base soit d'inspiration égyptienne. Le mausolée contient en tout 24 emplacements.
Le mausolée est considéré comme un exemple remarquable de l'architecture funéraire de la Louisiane. L'État est particulièrement reconnu pour ses monuments funéraires élaborés, mais la plupart des tombeaux les plus impressionnants datent de la fin du XIXe siècle et du début du XXe siècle. Avant la guerre de Sécession, les faux-sarcophages étaient le monument funéraire le plus populaire dans cette État. Le mausolée Landry est un monument funéraire qui représente un projet ambitieux pour son année de construction.

## Histoire
Le mausolée Landry a été construit en 1845. L'œuvre est attribuée à James H. Dakin (en) sur la base de ses archives, dont certains de ses croquis ressemblent beaucoup au monument funéraire.
Il a été inscrit au registre national des lieux historiques le 8 novembre 1982.